# 昌圖廳
昌圖廳，清代的一個廳，属奉天将军管辖。
明初此地名牛家庄，设辽海卫，后属福余卫之科尔沁诸部。清代为科尔沁部诸旗牧地。起初，科尔沁诸旗以距奉天近，均招徕内地民人（汉人）开垦。清嘉庆七年（1802年），科尔沁左翼后旗（博王旗）开始放垦。嘉庆十一年（1806年）十月，盛京将军富俊等以左翼后旗昌图额勒克地方招垦閒荒，历经四年，人口四万有余，请增置理事通判治之。清政府批准在旗地昌图额勒克设立理事通判，即昌图厅，治所在今辽宁省昌图县老城镇。达尔汉王旗界内所留人民，亦交通判就近一并治理，当时诸旗的扎萨克等蒙古王公多招汉人垦荒，时间长了，开垦者抗租，又请清廷驱逐。清廷不同意，于是严定招垦之禁，已佃者不得逐，未垦者不得招。然私放、私垦者仍日有所增，流民游匪聚集。
同治三年（1864年），改為昌圖遼海撫民同知。光緒三年（1877年），升昌圖府。